# Lastreopsis coriaceosquamata
Lastreopsis coriaceosquamata là một loài dương xỉ trong họ Dryopteridaceae. Loài này được Rakotondr. mô tả khoa học đầu tiên năm 2009.
Danh pháp khoa học của loài này chưa được làm sáng tỏ. 